# 柳町 (上田市)
柳町（やなぎまち）は、長野県上田市の地名。同市中央4丁目に位置する。上田城の北東700mに位置し、古くは北国街道の宿場町として栄えた。現在でも長屋が軒をつらねる旧き良き町並みを残している。

## 歴史・沿革
- 1664年（寛文4年）　1月10日 原町分の五人組改めが行われる。原町426人・柳町65人、田町72人、計563人。
- 1665年（寛文5年）　上田領内の酒造の増加を禁止。原町問屋管轄の酒造業者一六軒の石高は1,666石、 柳町は作兵衛32石・平助24石・庄右衛門72石の三軒で、 計128石。これ以上の酒造を許可しないことになり、新規開業を希望するものは酒造株の売買により酒造できた。
- 1671年（寛文11年）　6月 柳町番所は、二人ずつ勤めていたが、柳町には自身番がないので1人増しの3人で勤めるように命じられる。
- 1671年（寛文11年）　12月 藩は横町より柳町までの城下町を馬に乗ったまま通ることを禁じられる。
- 1679年（延宝7年）　9月 江戸本郷の権兵衛という者が柳町の又兵衛の所へ来て、１年滞在して綿打ちをすることになった。
- 1685年（貞享2年）　柳町の庄兵衛、水車精米を出願する。
- 1689年（元禄2年）　柳町の信徒、相州大山より阿夫利神社を勧請する。
- 1694年（元禄7年）　5月 柳町の源之助と作兵衛が屋敷と酒株を15両で李左衛門に売る。
- 1698年（元禄15年）　5月14日から雨が降りはじめ、大雨となり諸川が増水し、橋という橋が全部落ち、黄金沢の水が一度に押し出し大きな被害を受ける。7月14日 大雨洪水、蛭沢川が出水し被害甚大。
- 1706年（宝永3年）　仙谷政明出石へ出石の松平忠周が上田へ入封する（5万8千石）。「差出帳」によると柳町は肝煎屋敷一軒・辻番所一ヶ所、釘貫（木戸）一ヶ所・戸数29軒・人口171人と記載されている。
- 1740年（元文5年）　5月 小宮山治助「町年寄」となる。それ以前は原町の町年寄が兼ねていたが、柳町が繁栄してきたため原町役人が願い出て柳町に町年寄をおくことにする（縁組等の送り状は柳町年寄名宛、他から柳町に借家等の者は柳町年寄名宛だが、原町問屋と相談する）
- 1747年（延享4年）　柳町が原町同様伝馬役を負担するようになる。但し、負担割合は原町より少ない。この時以来、市場の諸入用まで差し出すようになる。
- 1750年（寛延3年）　9月 蛭沢川に汚物の投棄を禁止する。生活用水として、食器洗いや洗顔などに使用していた。
- 1761年（宝暦11年）　12月 上田藩の農民が年貢・課役の減免を要求して強訴・城下・存分でも打ちこわしを行う（宝暦上田騒動）
- 1763年（宝暦13年）　1月 柳町存分平吉方より出火、8軒消失する。藩では米4俵、及び松木100本を救恤した。
- 1774年（安永3年）　岡崎平助が柳町の町年寄を命じられる（小宮山滝兵衛とともに務める）
- 1788年（天明8年）　4月 柳町の善行寺念仏講規定がつくられる。
- 1799年（寛政11年）　3月 柳町の在分（房山村・山口村）23軒が町奉行支配となる。
- 1802年（享和2年）　6月29日 夜中の大風雨により柳町海禅寺前の橋が落ちる。
- 1812年（文化9年）　8月13日 江戸と柏原の間をしばしば往復していた一茶が、江戸へ向かう途中、上田柳町の藤谷藤吉に宿泊する。
- 1852年（嘉永5年）　古松周政の筆塚が立つ。
- 1857年（安政4年）　4月 産物会所を設置。
- 1871年（明治4年）　7月 廃藩置県が行われ、上田は長野県小県郡上田町となる。
- 1881年（明治14年）　5月 保命水が完成する。
- 1890年（明治23年）　4月 16日～18日の3日2夜、柳町大神宮（皇大神宮）の落成祭典を挙行。
- 1893年（明治26年）　柳町大神宮に芭蕉の200年祭の碑が建立される。
- 1893年（明治26年）　1月 小宮山滝兵衛が製糸及び再繰場上田社を自宅裏の矢出沢川畔に設立する。
- 1895年（明治28年）　1月 大神宮境内の東側に文字碑の道祖神を造立。
- 1899年（明治32年）　柳町郵便局が石森文次郎宅に開設。
- 1910年（明治43年）　新田区内の柳町持屋敷内の琴平神社を阿夫利神社へ合祀。
- 1911年（明治44年）　上田酒造組合の初代会長に柳町の岡崎末二が就任。
- 1911年（明治44年）　柳町持屋敷内旧琴平神社の社殿を取り払い、新たに平屋15坪の貸長屋を建築。
- 1914年（大正3年）　3月 保命水の維持管理対策として「柳町簡易水道（株）」を設立。
- 1919年（大正8年）　1月18日 保命水の分水工事の完工式を行う。
- 1919年（大正8年）　9月24日 柳町に上田演芸館が竣工。
- 1922年（大正11年）　保命水の水路を鉄管敷設にし、下水路をコンクリート敷にする。
- 1923年（大正12年）　9月1日 関東大震災が起こり、柳町所有の阿夫利神社、琴平神社が倒壊。
- 1925年（大正14年）　6月 柳町青年会用庭球コートを寄付金により大神宮境内に開設。8月には庭球大会を開催。
- 1927年（昭和2年）　12月 柳町郵便局が石森文次郎宅より安原要三郎宅へ移転。
- 1930年（昭和5年）　繭糸商・武田平助が味噌醸造を始める。
- 1936年（昭和11年）　信濃電気上田支店が柳町より鷹匠町に新築移転。
- 1937年（昭和12年）　8月 柳町軍人援護会を設立。
- 1938年（昭和13年）　8月 木町側のT字路隅の拡張工事竣工。柳町通りより国道18号線に続く新道が開通。
- 1941年（昭和16年）　6月 青年会などが解散し、翼賛壮年団、柳町青年団が結成される。
- 1942年（昭和17年）　大日本婦人会柳町支部発足。
- 1942年（昭和17年）　青柳信雄監督の東宝映画「小春狂言」のロケが行われる。
- 1945年（昭和20年）　敗戦により日本蚕糸製造（株）は解散し、柳町の小宮山製糸は縫製工場に転換する。
- 1956年（昭和31年）　5月 柳町の舗装工事が始まる。
- 1960年（昭和35年）　8月 保命水引水パイプより分水し、集会所へ私設水道を引く。
- 1960年（昭和35年）　9月 神宮橋から大神宮に至る参道の舗装完成。
- 1961年（昭和36年）　柳町全域の舗装完成。
- 1965年（昭和40年）　柳町郵便局が大手町に移転。
- 1974年（昭和49年）　6月 上田勤労者福祉センター竣工。長野県労働金庫上田支店が同時に開店。
- 1974年（昭和49年）　9月14日 柳町自治会館落成祝賀式を挙行。
- 1974年（昭和50年）　東宝映画・川崎義祐監督「青い山脈」のロケが行われる。
- 1976年（昭和52年）　角川映画・市川昆監督「犬神家の一族」のロケが行われる。
- 1979年（昭和54年）　10月 国道18号線改修工事の際、木製の保命水送水管が出土。自治会館2階に保管展示。
- 1980年（昭和55年）　9月7日 「保命水百年祭」を行う。
- 1981年（昭和56年）　6月 柳町の側溝改修工事完了。
- 1992年（平成4年）　5月 柳町活性化のため「まちづくり協議会」が設立。
- 1995年（平成7年）　4月 日本ヘラルド映画・渡辺孝好監督「君を忘れない」のロケが行われる。
- 1997年（平成9年）　8月 洋食屋「蔵屋」（店主：矢杉良一）が開店。
- 2000年（平成12年）　そば屋「おお西」（店主：大西利光）が開店。
- 2000年（平成12年）　東映映画監督ヒグチンスキー「うずまき」のロケが行われる。
- 2001年（平成13年）　3月 映画「2009 ロストメモリーズ」のロケが行われる。
- 2002年（平成14年）　8月 割烹料理店「花家」が開店。
- 2002年（平成14年）　10月 「柳町まちづくり景観協定」が自治会員の90%の賛同を得て締結され、上田市より認定を受ける。
- 2003年（平成15年）　1月15日 「柳町まちづくり景観協定」が長野県景観条例により景観形成住民協定として認定され、田中康夫知事より認定書を交付される。
- 2003年（平成15年）　4月 茶房「おお西」（店主：大西和代）が開店。
- 2004年（平成16年）　5月 天然酵母パン「ルヴァン」（社長：甲田幹夫）が開店。
- 2004年（平成16年）　7月 手織工房「スタジオＫＥＩＮＡ」（店主：坂井達省）が開店。
- 2005年（平成17年）　3月 柳町まちなみ整備事業として、電柱移設工事を行う。
- 2006年（平成18年）　4月 市川昆監督作品「犬神家の一族」リメイク版のロケが行われる。
- 2006年（平成18年）　4月29日 道路整備工事が3月末に完成し、上田市の真田まつりに合わせて祝賀会を行う。
- 2006年（平成18年）　8月1日 お味噌の店「菱屋」（店主：武田平助）が開店。
- 2007年（平成19年）　3月 柳町の南側入り口に「柳町小公園」が完成。

## アクセス
- 鉄道
  - 上田駅（東日本旅客鉄道・しなの鉄道・上田電鉄）
- バス
  - 千曲バス・西武バス、池袋駅東口⇒上田駅
    - 上田駅お城口から北へ約1km
- 車
  - 上田菅平インターチェンジより約10分

## 画像一覧

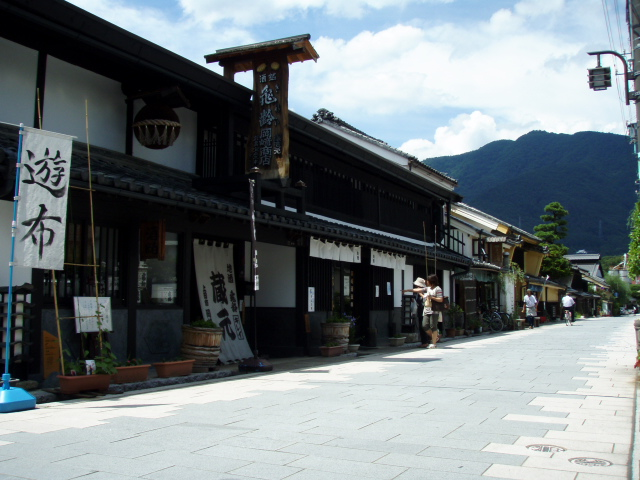
柳町の町並み
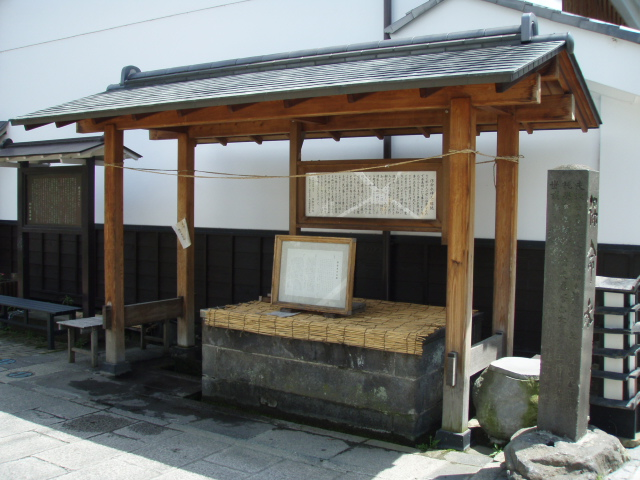
柳町の北端にある「保命水」
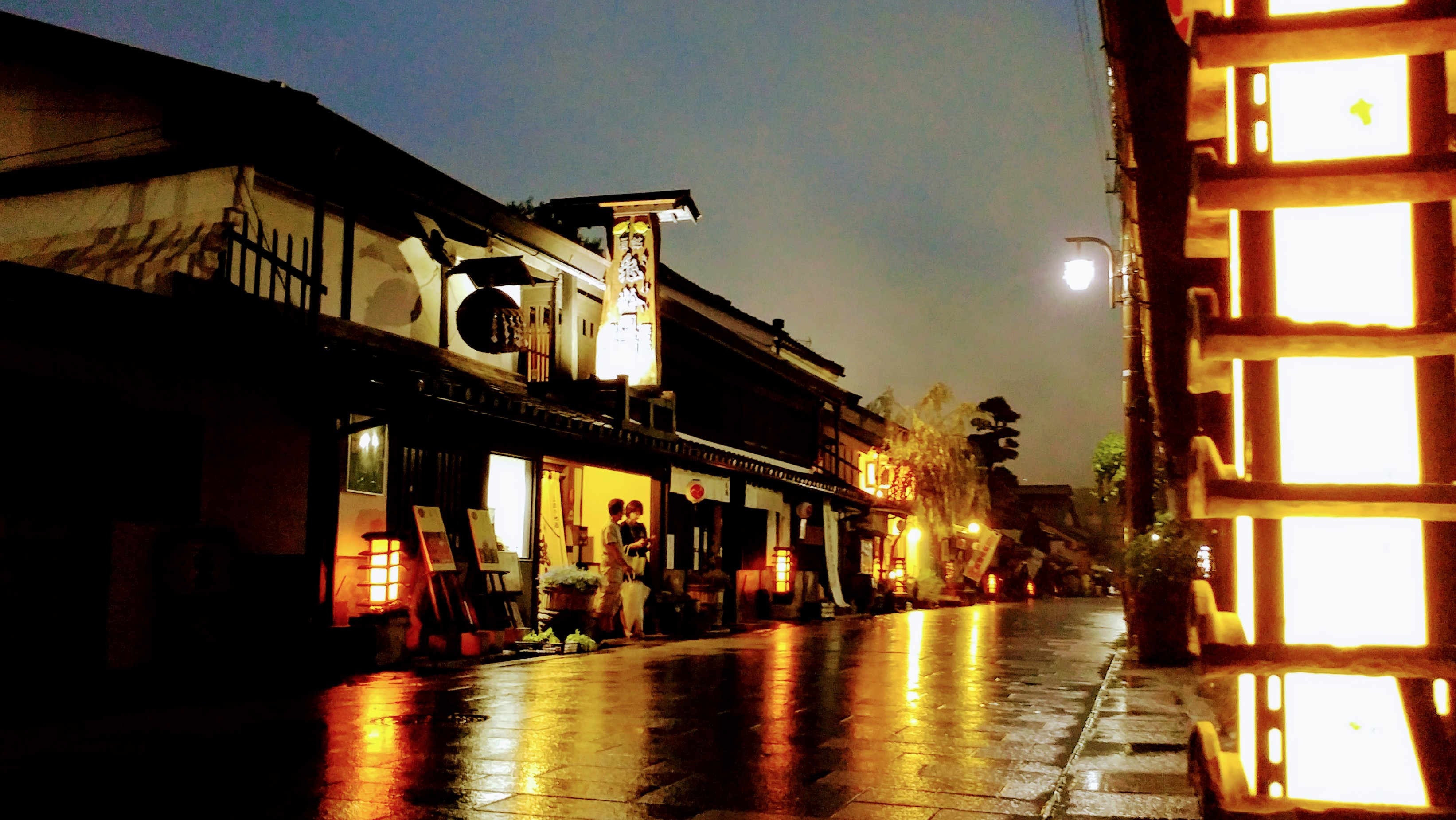
北国街道柳町の雨の日の夜景